# Andreu Foix

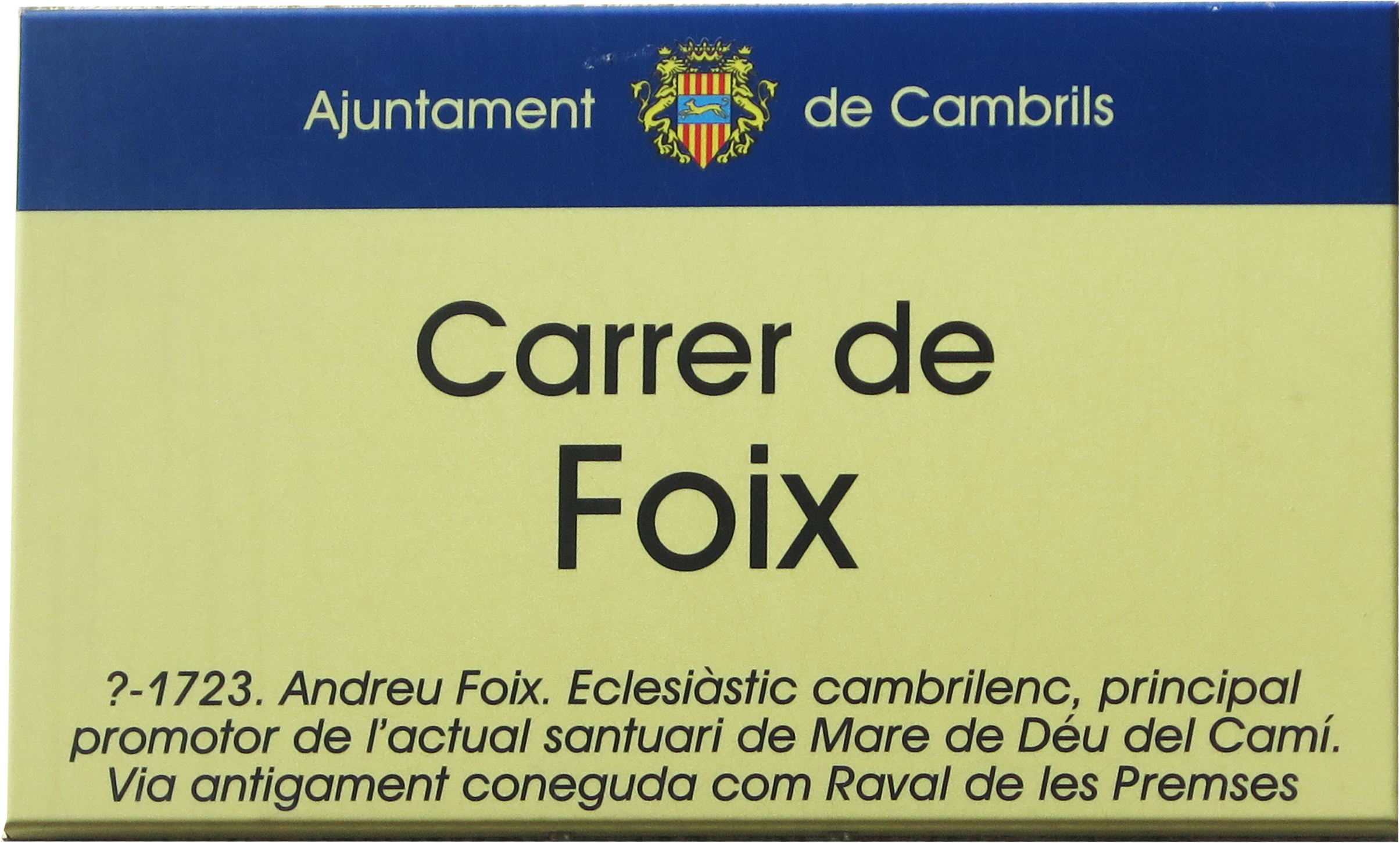
Fotografia d'una de les plaques que identifiquen el carrer dedicat a Andreu Foix al municipi de Cambrils

Andreu Foix (Cambrils - Barcelona, 29 de juny de 1723) fou un eclesiàstic, ardiaca i canonge de la Seu de Barcelona.
A l'inici de la Guerra de Successió Espanyola participà activament en la conspiració per al desembarcament aliat de maig de 1704 a Barcelona, el fracàs de la qual el va portar a l'exili amb el Príncep Jordi de Hessen-Darmstadt cap al Setge de Gibraltar (1704-1705), on es va distingir tenint cura dels ferits.
Fou un dels màxims impulsors, estratègicament i econòmicament, de la construcció de l'actual ermita de la Mare de Déu del Camí de Cambrils.
Al seu testament va llegar els seus béns i rendes a Cambrils per tal d'acabar les obres de l'esmentada ermita, la quantitat restant s'havia d'invertir en l'educació dels infants de la vila. D'altra banda, tots els seus béns a la ciutat de Barcelona els destinava a la posada en marxa d'una escola per noies, dirigida per monges i situada a la mateixa ciutat. L'any 1890 l'ajuntament de Cambrils li va dedicar el carrer que abans es coneixia com a raval de les Premses.